# أنتيباتر
أنتيباتر أو أنتيباتروس (تقريبا 397 ق.م. - 319 ق.م.) (باليونانية القديمة:Ἀντίπατρος) كان جنرالا مقدونيا ومؤيدا للملك فيليبوس الثاني المقدوني ملك مقدونيا القديمة وخدم تحت إمرته، كما وخدم تحت إمرة ابنه الإسكندر الأكبر. في عام 320 ق.م. أصبح وصيا على إمبراطورية الإسكندر الأكبر كما كان أحد ملوك طوائف الإسكندر. وهو والد القائد العسكري المقدوني كاسندر مؤسس الأسرة الأنتيبترية المنسوبة إليه.
في عام 346 قبل الميلاد تم إرساله من قبل الملك فيليبوس كسفير إلى أثينا وتفاوض على السلام بعد معركة خايرونيا عام 338 ق م، وفي عام 332 انطلق ليقمع قبائل تراقيا المتمردة ولكن قبل أن يخمدالعصيان، قام ملك إسبرطة أجيس الثالث بانتفاضة على المقدونيين. فقام بتسوية الأمور في تراقيا بأفضل ما أمكنه لكي يدير وجهه نحو الجنوب، ثم التقى مع الاسبرطيين في معركة ميغالوبوليس عام 331 ق م.
كانت وصايته قد تعثرت بسبب طموحات أوليمبياس أم الإسكندر وحل محله كراتيروس على الوصاية ولكن بشكل اسمي، ولكن بعد موت الاسكندر عام 323 ق م تم منحه حكم مقدونيا بعد التقسيم الأول للإمبراطورية وفي عام 322 سحق الإغريق في محاولتهم لاستعادة استقلالهم فيما عرف بالحرب اللامية وكان ذلك في معركة كرانون.
لاحقا في نفس السنة دخل في حرب ضد الأيتوليين مع كراتيروس، حيث أتت أخبار من آسيا بعدها دفعته للتصالح مع الأيتوليين حيث قال أنتيغونوس أن بيرديكاس ينوي جعل نفسه السيد الأوحد لكل الإمبراطورية فتأهب أنتيباتر وكراتيروس وتحالفوا مع بطليموس حاكم مصر فذهب انتيباتر نحو آسيا عام 321 ق م وعندما كان لا يزال في سوريا أتته الأخبار بأن بيرديكاس قتل من قبل جنوده. ومات كراتيروس في معركة ضد يومينس.
أصبح انتيباتر الحاكم الوحيد وقام بسن عدة قوانين جديدة وقمع تمردا بين قواته وفوض أنطيوخس لكي يواصل حربه على يومينس وأتباع بيرديكاس الباقين، ثم عاد إلى مقدونيا ووصل في 320 ق م، ولكن بعد وصوله لقليل وقع أسير المرض حيث نقل السلطة لابنه كاسندر ونقل الوصاية إلى بوليبيرخون